# 시호로정
시호로정(일본어: 士幌町)은 일본 홋카이도 도카치 종합진흥국 관내의 가토군에 있는 정이다.
정명의 유래는 아이누어의 ‘슈·올·페트’(シュー・オル・ペツ, 냄비를 담그는 강)이다.

## 지리
도카치 종합진흥국 관내 북부에 위치하며 북부에서 남부에 걸쳐 완만한 경사를 이룬다. 중부는 평야가 펼쳐진 밭농사 지대이고 동부와 서부는 구릉지대이다.

### 인접한 자치체
- 도카치 종합진흥국
  - 가토군 오토후케정, 시카오이정, 가미시호로정
  - 나카가와군 혼베쓰정, 이케다정

## 역사
- 1921년 4월 - 오토후케촌에서 분리되어 가미카와촌(川上村)이 되었다. 촌명의 유래는 오토후케강의 상류에 있는 것에서 붙여졌다.
- 1926년 6월 - 가와카미촌에서 시호로촌으로 개칭했다. 개칭한 이유는 도내에 유사한 지명이 있었기 때문이다.
- 1931년 4월 - 시호로촌의 일부가 분리되어 가미시호로촌(현 가미시호로정)이 탄생했다.
- 1962년 11월 - 정으로 승격해 시호로정이 되었다.

## 경제
농업은 밭농사와 낙농업, 축산업이 활발하며 감자, 쇠고기, 방울토마토 등을 생산한다.

## 교통

### 도로
- 국도 241호선(일본어판)
- 국도 274호선